# Dolní Radechová
Dolní Radechová är en ort i Tjeckien. Den ligger i den nordöstra delen av landet, 130 km öster om huvudstaden Prag. Dolní Radechová ligger 362 meter över havet och antalet invånare är 685.
Terrängen runt Dolní Radechová är kuperad österut, men västerut är den platt. Runt Dolní Radechová är det ganska glesbefolkat, med 42 invånare per kvadratkilometer. Närmaste större samhälle är Náchod, 2,5 km söder om Dolní Radechová. I omgivningarna runt Dolní Radechová växer i huvudsak blandskog.